# Нове Двори (Кутна Хора)
Нове Двори (чеш. Nové Dvory) је насељено мјесто са административним статусом варошице (чеш. městys) у округу Кутна Хора, у Средњочешком крају, Чешка Република.

## Становништво
Према подацима о броју становника из 2014. године насеље је имало 850 становника.